# Christopher Heaton-Harris

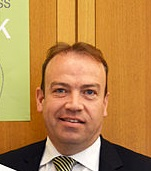
Christopher Heaton-Harris

Christopher Heaton-Harris (* 28. November 1967 in Epsom, Surrey) ist ein britischer Politiker der Conservative Party.

## Leben
Christopher Heaton-Harris besuchte die Wolverhampton Polytechnic. Er war von 2004 bis 2009 Abgeordneter im Europäischen Parlament. Seit 2010 ist er Abgeordneter für Daventry im House of Commons. Von Juni 2017 bis Januar 2018 war er stellvertretender Chamberlain, dann bis Juli 2018 Comptroller of the Household, und anschließend Staatssekretär im Ministerium für den Austritt aus der Europäischen Union. Am 3. April 2019 trat er von diesem Posten zurück. Er begründete dies damit, dass er eine Verschiebung des Austritts, wie sie Premierministerin Theresa May am Abend zuvor angekündigt hatte, nicht mittragen könne.
Im Kabinett Truss war Heaton-Harris seit September 2022 und im Kabinett Sunak ist er seit Oktober 2022 Minister für Nordirland.
Christopher Heaton-Harris ist verheiratet und hat zwei Kinder.